# Triangolo polinesiano

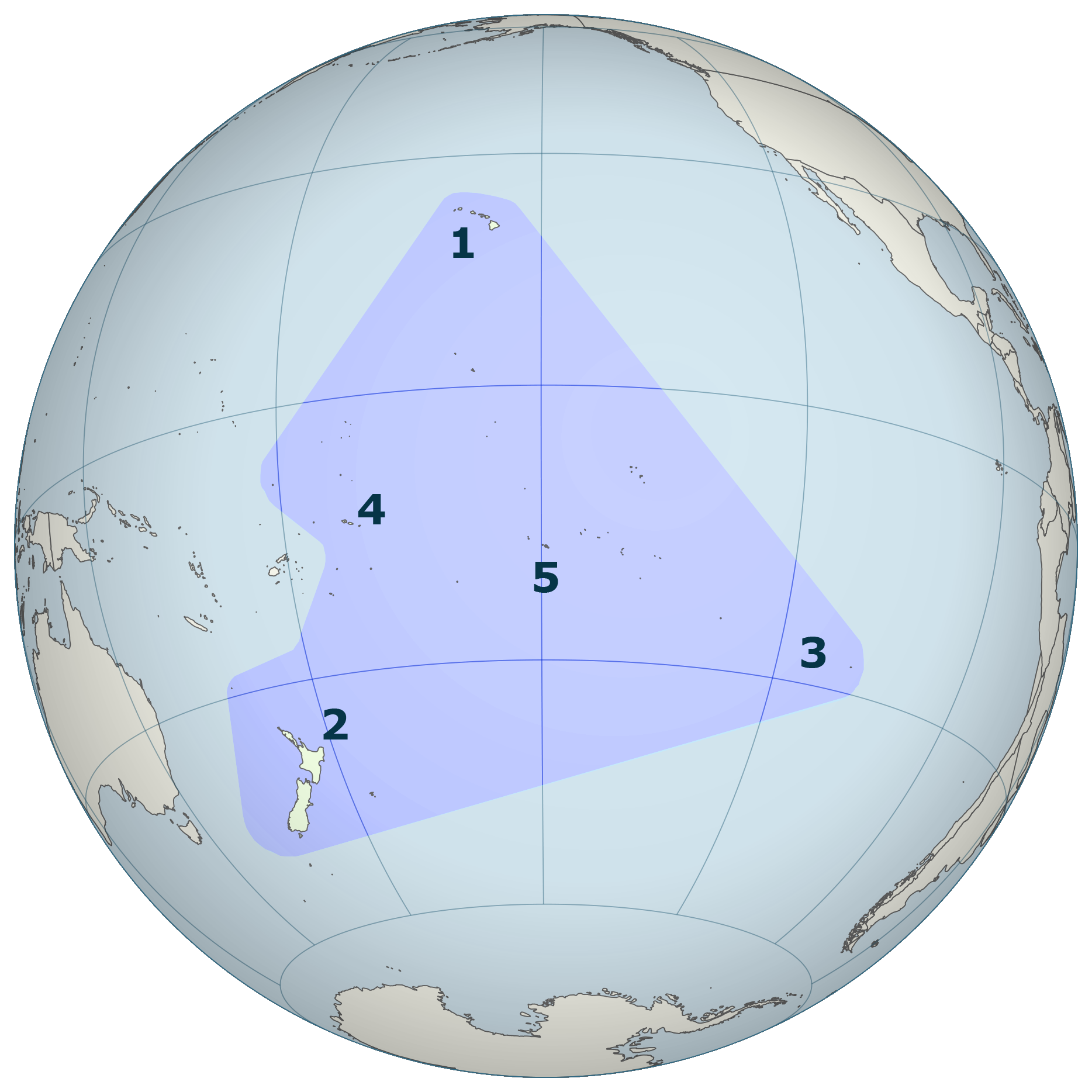
Il Triangolo polinesiano è una regione geografica dell'oceano Pacifico con le Hawaii (1), la Nuova Zelanda (2) e l'Isola di Pasqua (3) ai suoi vertici. Al suo centro si colloca Tahiti (5), con le Samoa (4) verso ovest.

Il Triangolo polinesiano è una regione geografica e culturale dell'oceano Pacifico identificata tramite un triangolo immaginario avente tre gruppi di isole come vertici: le Hawaii a nord, l'Isola di Pasqua (Rapa Nui) a sud-est e la Nuova Zelanda (Aotearoa) a sud-ovest. Il termine è spesso impiegato per definire i limiti della Polinesia.
Rimangono tuttavia escluse dall'area del triangolo alcune isole che comunque presentano tracce di insediamento polinesiano, le quali si estendono fino all'isola Necker (Mokumanamana) a nord, all'Isola Sala y Gómez (Motu Motiro Hiva) a est e all'Isola Enderby (Motu Maha) a sud. Queste isole costituiscono la cosiddetta Polinesia periferica.

## Storia
Gli antropologi ritengono che tutte le moderne culture polinesiane discendano da una protocultura insediatasi nel Pacifico meridionale da genti migranti di stirpe maleo-polinesiana. Vi sono anche alcune prove del fatto che i polinesiani si siano spinti fino all'Isola Sala y Gómez, e alle isole subantartiche della Nuova Zelanda, tuttavia nessuna di queste isole è ritenuta parte della Polinesia in senso stretto dal momento che non vi sono fino ai giorni nostri rimasti insediamenti abitati permanentemente. Una scheggia di ceramica oggi esposta al museo Te Papa di Wellington e ritrovata nelle Isole Antipodi sostiene questa tesi, così come il ritrovamento dei resti di un insediamento polinesiano del XIII secolo sull'Isola Enderby, facente parte delle Isole Auckland.
In contrasto con la forma di un triangolo, un'altra ipotesi afferma che la geografia della società polinesiana e i suoi percorsi di navigazione assomigliano più precisamente alle caratteristiche geometriche di un polpo con la testa incentrata su Ra'iātea e i tentacoli sono sparsi nel Pacifico.
Nella tradizione polinesiana il polpo viene associato a vari nomi come Taumata-Fe'e-Fa'atupu-Hau (Grande polpo della prosperità), Tumu-Ra'i-Fenua (Origine del Cielo e della Terra) e Te Wheke-a-Muturangi (Il polpo di Muturangi).

## Popolazione
Ad oggi, i popoli polinesiani che vivono in questo vasto triangolo sono: i Maori, gli Hawaiani, i Tongani, i Samoani, i Niueani e i Tahitiani. Le lingue native vengono classificate dai linguisti come parte delle lingue oceaniche maleo-polinesiache. La lingua proto-austronesiana risalente a oltre 5.000 anni fa, viene parlata nel sud-est asiatico. Inoltre sono presenti numerose isole polinesiane al di fuori del triangolo nelle vicine Melanesia e Micronesia.